# Monumento nazionale
Un monumento nazionale è un monumento, come ad esempio una chiesa, la casa natale di una personalità, cui è stato riconosciuto dalle istituzioni nazionali o da altri enti amministrativi locali, uno status particolare per il loro significato storico, politico o culturale per la nazione.

## Lista di stati che riconoscono monumenti nazionali
- Argentina: Monumento nacional
- Australia: National Trust
- Barbados: National Trust
- Francia: Monument historique
- Giappone: National Trust
- Irlanda: National Monument
- Italia: Monumento nazionale
- Nuova Zelanda: Historic Place
- Portogallo: Monumento Nacional
- Regno Unito: Listed building
- Repubblica Ceca: Kulturní památka
- Singapore: Monumen Nasional
- Stati Uniti d'America: National Historic Landmark
- Svizzera: Monumento storico
- Zambia: National Monument

| Controllo di autorità | Thesaurus BNCF 27297 · LCCN (EN) sh85090025 · J9U (EN, HE) 987007560666905171 |